# Каргас, Джеймс
Джеймс (Дими́трис) Ка́ргас (греч. Δημήτρης Κάργας, англ. James Cargas; род. 17 ноября 1966, Детройт, Мичиган, США) — греко-американский адвокат в сфере энергетики из Хьюстона (Техас). Будучи на протяжении многих лет членом Демократической партии США, в 2012, 2014, 2016 и 2018 годах баллотировался в Палату представителей от 7-го избирательного округа штата. Будучи активным деятелем греческой общины США, является членом Американо-греческого прогрессивного просветительского союза (AHEPA).

## Биография

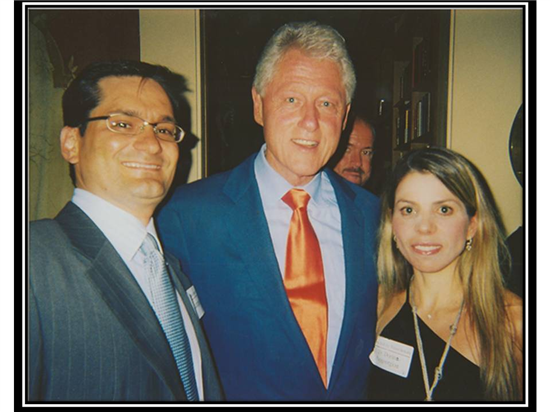
Джеймс Каргас, президент США Билл Клинтон и доктор Дорина Папагеоргиу на одном из мероприятий

Американский грек в третьем поколении. Предки Каргаса происходят из Триполи (Аркадия) и Амиклес (Спарта, Пелопоннес, Греция). В молодые годы работал в семейном ресторане. Его сестра Виктория Стинсма была фигуристкой национального уровня.
В 1988 году окончил Мичиганский университет с двойной специализацией: английский язык и коммуникации. Сразу же занял пост заместителя пресс-секретаря Дэвида Бониора, в то время члена Палаты представителей от Мичигана.
В 1992 году получил учёную степень доктора права (JD) в Вашингтонском колледже права Американского университета. По завершении обучения сначала работал в крупной юридической фирме, а позднее — юристом-экологом в крупной компании межштатного трубопроводного транспорта. Имеет разрешение на ведение юридической практики в Техасе, Вашингтоне (округ Колумбия), Мичигане и Западной Вирджинии.
Покинув частный сектор, присоединился к команде Билла Клинтона в Белом доме и Совету по устойчивому развитию при президенте.
После ухода из Белого дома для участия в предвыборной президентской кампании Эла Гора в Вашингтоне, Айове и Техасе, вновь вошёл в состав администрации в качестве специального помощника в Управлении по вопросам ископаемого топлива при министерстве энергетики США под руководством Билла Ричардсона. Также служил посредником между министерством и Юго-западной пограничной оперативной группой при президенте (SWBTF). Впоследствии министерство энергетики вручило ему Награду за выдающиеся успехи по службе (2001).
Переехав на постоянное место жительство в Хьюстон, занял пост заместителя директора некоммерческой организации «Североамериканский совет по энергетическим стандартам» (NAESB), но уже через три года вернулся к частной практике, представляя несколько стартапов в сфере реализации энергоресурсов, направленного бурения и других отраслей промышленности.
В 2008 году мэр Хьюстона Билл Уайт нанял Каргаса в качестве старшего помощника прокурора города по вопросам энергетики, отвечающего за консультирование мэра по всем аспектам энергетических поставок и сделок. В настоящее время выполняет те же функции при нынешнем главе Хьюстона Сильвестре Тёрнере, а также консультирует администрацию города по вопросам контрактов, возобновляемой энергии, недвижимости и регулирования.
Член-учредитель базирующейся в Техасе политической организации «Oil Patch Democrats», занимающейся продвижением «реалистичной энергетической политики» и кандидатов от Демократической партии.

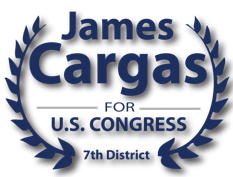
Логотип предвыборной кампании Джеймса Каргаса 2014 года

Одним из пунктов предвыборной платформы Каргаса являлось увеличение федерального финансирования науки и биотехнологии.
Выступает за вывод турецких военных оккупационных сил с северной территории Кипра.

## Личная жизнь
Супруга Каргаса Дорина Папагеоргиу (также греческого происхождения), с которой он познакомился в Хьюстонском музее естественных наук, — доктор медицины, учёный-нейробиолог, ассистент-профессор в Медицинском колледже имени Бэйлора. Оба исповедуют греческое православие, являясь постоянными прихожанами Благовещенского греческого православного собора (открывшегося при содействии деда Каргаса) и Греческой православной церкви Василия Блаженного.
Дорина Папагеоргиу, родители которой познакомились в Афинах (Греция), в 18-летнем возрасте, после окончания средней школы Арсакио в столице Греции, иммигрировала в США для продолжения учёбы, окончив Университет Джорджии, Университет Джонса Хопкинса и Онкологический центр имени М. Д. Андерсона при Техасском университете.